# Atemstillstand
Als Atemstillstand oder Apnoe [aˈpnoːə] wird ein Aussetzen oder willentliches Anhalten der Atmung bezeichnet. Dieser fachsprachliche Ausdruck stammt von altgriechisch ἄπνοια ápnoia „Nicht-Atmung“ (zu πνοή pnoé „Wehen, Hauch, Atem“, mit Alpha privativum). Im Deutschen ist auch die Falschschreibung Apnö verbreitet.
Die Dauer eines Atemstillstands kann wenige Sekunden bis zu mehreren Minuten betragen. Mehrere unterschiedlich lange, vom Patienten unbemerkte Atemstillstände pro Nacht sind das namensgebende Symptom beim Schlafapnoe-Syndrom.

## Ursachen
Mögliche Ursachen eines Atemstillstands sind:
- Schädigung des Atemzentrums, z. B. in Folge eines Schädel-Hirn-Traumas, einer hypoxischen Hirnschädigung oder einer neurologischen Erkrankung.
- Lähmung des Atemzentrums, z. B. im Rahmen einer Intoxikation (Alkohol, Opioide) oder einer medizinischen Maßnahme (Anästhetika).
- Lähmung oder Erschöpfung der Atemmuskulatur.
- Verlegung der Atemwege, z. B. durch die Zunge, Nahrung, Erbrochenes oder eine Schwellung.
- Kompression von Thorax und/oder Atemwegen, etwa bei Opfern eines Lawinenabgangs oder durch Strangulation.
- Traumata, insbesondere Thoraxverletzungen und Schädel-Hirn-Traumata.

## Allgemein
Das in den Lungen befindliche Gasvolumen bleibt eingangs unverändert. Der Gasaustausch innerhalb der Lungen sowie die Zellatmung bleiben von einer Apnoe zunächst unbeeinflusst. Atemstillstand führt in kürzester Zeit unabhängig von der Ursache zu einem gefährlichen Sauerstoffmangel im Blut (Hypoxämie), in dessen Folge es rasch zu einem weiteren Ausfall von wichtigen Vitalfunktionen kommen kann. Atemstillstand führt zu einer Sauerstoff-Unterversorgung des Gehirns.

## Therapie
Die Behandlung eines Atemstillstands (oder einer Schnappatmung) erfolgt im Notfall durch eine Beatmung.

## Atmung und CO₂
Untrainierte Personen können ihren Atem nicht länger als ein bis zwei Minuten willentlich anhalten. Der Grund dafür liegt in der sehr strikten Regulation von CO2 und Blut-pH durch das Atemzentrum. Bei einer Apnoe wird kein CO₂ mehr abgeatmet; es reichert sich im Blut an. Dieser starke Reiz auf das Atemzentrum kann willentlich überwunden werden. Trainierte Apnoetaucher können ihren Atem über 10 Minuten lang anhalten.
Im Blut gelöstes CO₂ aktiviert in physiologischer und leicht gesteigerter Konzentration das Atemzentrum des Gehirns. In deutlich höherer Konzentration führt es hingegen zur Verminderung oder Aufhebung des reflektorischen Atemanreizes bis hin zum Atemstillstand. Es besteht Vergiftungsgefahr durch Kohlenstoffdioxid.

## Apnoe-Oxygenierung
Da der Gasaustausch zwischen Blut und Lungeninhalt unabhängig vom Gasfluss zwischen Lungen und Außenluft ist, kann sogar einer apnoeischen Person ausreichend Sauerstoff verabreicht werden. Man nennt dieses Phänomen apnoeische Oxygenierung. In der Apnoe wird aus dem Gasvolumen in den Lungen mehr Sauerstoff absorbiert als Kohlenstoffdioxid in die Lungen hineindiffundiert. Bei offenen Atemwegen folgt ein verabreichtes Gas dem Druckgefälle von den oberen Atemwegen in die Lungen. Bei Gabe von reinem Sauerstoff genügt dies zum Auffüllen der Sauerstoffspeicher in der Lunge. Die Aufnahme von Sauerstoff ins Blut bleibt somit im üblichen Bereich. Allerdings wird in einer Apnoe keinerlei CO₂ abgeatmet. Der Partialdruck des Kohlenstoffdioxids im Blut wird also ansteigen und eine respiratorische Azidose verursachen. Außerdem wird der Sauerstoff in den Lungen nach und nach durch CO₂ ersetzt.
Unter idealen Bedingungen – das heißt, wenn vor Beginn der Apnoe reiner Sauerstoff geatmet wurde, um sämtlichen Stickstoff zu entfernen, und reiner Sauerstoff insuffliert wird – könnte ein gesunder Erwachsener theoretisch eine Stunde lang ausreichend mit Sauerstoff versorgt werden. Limitierender Faktor bleibt hier die Kumulation von Kohlenstoffdioxid.
Apnoeische Oxygenierung findet Anwendung in der Thoraxchirurgie sowie bei Manipulationen an den Luftwegen wie zum Beispiel Bronchoskopie, Intubation oder chirurgischen Eingriffen. Aufgrund der beschriebenen Einschränkungen ist die Apnoe-Oxygenierung den Verfahren der extrakorporalen Zirkulation jedoch unterlegen und wird nur in Notfällen und für kurze Vorgänge bis maximal 10 Minuten genutzt.

## Apnoetest (Hirntoddiagnostik)
Fehlende Spontanatmung ist eines von sieben klinischen Zeichen, die nach den Richtlinien der Bundesärztekammer für die Feststellung des Hirntodes vorliegen müssen. Fehlende Spontanatmung wird mit Hilfe des „Apnoetestes“ nachgewiesen. Dabei wird der komatöse Patient mit reinem Sauerstoff beatmet und die mechanische Ventilation drastisch reduziert, so dass es zu einem Anstieg des Kohlenstoffdioxid-Partialdruckes im Blut kommt. Für die Rezeptoren im Hirnstamm stellt dieser Anstieg einen maximalen Anreiz zur Auslösung eines Spontanatemzugs dar. Setzt die Spontanatmung bei einem festgelegten Grenzwert nicht ein, kann man von einem völligen Ausfall des Atemzentrums ausgehen.

## Apnoebeatmung
Apnoebeatmung wird auch Backup-Beatmung genannt (hier variierten die Bezeichnungen der verschiedenen Hersteller von Beatmungsgeräten).
Spontane (bzw. augmentane) Beatmungsformen unterstützen den Patienten bei der Atmung, ohne diese völlig zu übernehmen. Als Sicherheit dient die Apnoeeinstellung am Beatmungsgerät. Sollte die Eigenatmung des Patienten versagen, so springt die Maschine automatisch in den Apnoemodus, beatmet also kontrolliert (bzw. mandatorisch) weiter.